# Címerelmélet
A címerelmélet vagy elméleti heraldika a címertan egyik részterülete, mely megfelel a szűkebb értelemben vett címertudománynak vagy tudományos heraldikának. A címerművészettel együtt alkotja a heraldikát.
Névváltozatok:

elméleti heraldika, címertudomány
fr: science des armoiries, de: Wappenkunde, theoretische Heraldik, la: scientia heroica
Rövidítések
Ide tartozik minden olyan terület, mely a címerek (viselésének) elméleti kérdéseit érinti: a címerjog (a címerviselés joga, a címerek jogérvényesítő ereje, a címerviselésre vonatkozó szabályok), a címertörténet és a címerismeret. A címerelmélet tehát a címereket, azok forrásait, a címerek használatát és viselőit elsősorban jogi és történeti szempontból értékeli, de – ebben a hagyományos felosztásban – nem foglalkozik a címertan elméleti szabályainak meghatározásával, mely inkább a címergyakorlat feladata volt.
A címerművészettel együtt a heraldika hagyományos felosztásának a része, melyet az első heraldikusok vezettek be (tehát fiatalabb, mint a heroldok által létrehozott címergyakorlat), majd a pozitivista történeti felfogáshoz is jól illeszkedett. Ha azonban a címereket egyfajta empirikus szemléletnek vetjük alá és szerkezeti alapon vizsgáljuk, axiomatikus szemléletre és természettudományos algoritmusra van szükségünk, mely során a címerelmélet és a címergyakorlat szempontjai egyetlen rendszeren belül egyesülnek.
Ebben a tágabb értelemben a címerelmélet a címerek lényegének morfogenetikus és szerkezeti felépítését, összefüggéseit vizsgálja. Ez a szemléletmód elősegíti egy újfajta címerelmélet axiomatikus megalapozását, a címerleírási rendszerek egységesítését, a klasszifikációt logikailag és empirikus módon alapozza meg, valamint pontos determinációs és klasszifikációs szabályokat eredményez, tehát olyan klasszifikációs rendszert képez, mely néhány közös jegy és szabály által leírható és definiálható. Egy ilyen rendszerben bármely tetszőleges (szabályos) címer elhelyezhető és visszakereshető. Ezen rendszerben a címerek néhány ellentétpár segítségével (ítéletekkel és negációikkal) leírhatók. A címereknek tehát a rendszerben egyrészt meghatározott helyük van (rendszertani elv), másrészt a helyük pontosan meghatározható (határozói elv) s a két pozíció a rendszerben egymással azonos. A heraldikában létező szabályok, valamint a címerelmélet megfelelő szintje teszi lehetővé, hogy átfogó klasszifikációs rendszert lehessen létrehozni.